# Motala långvåg

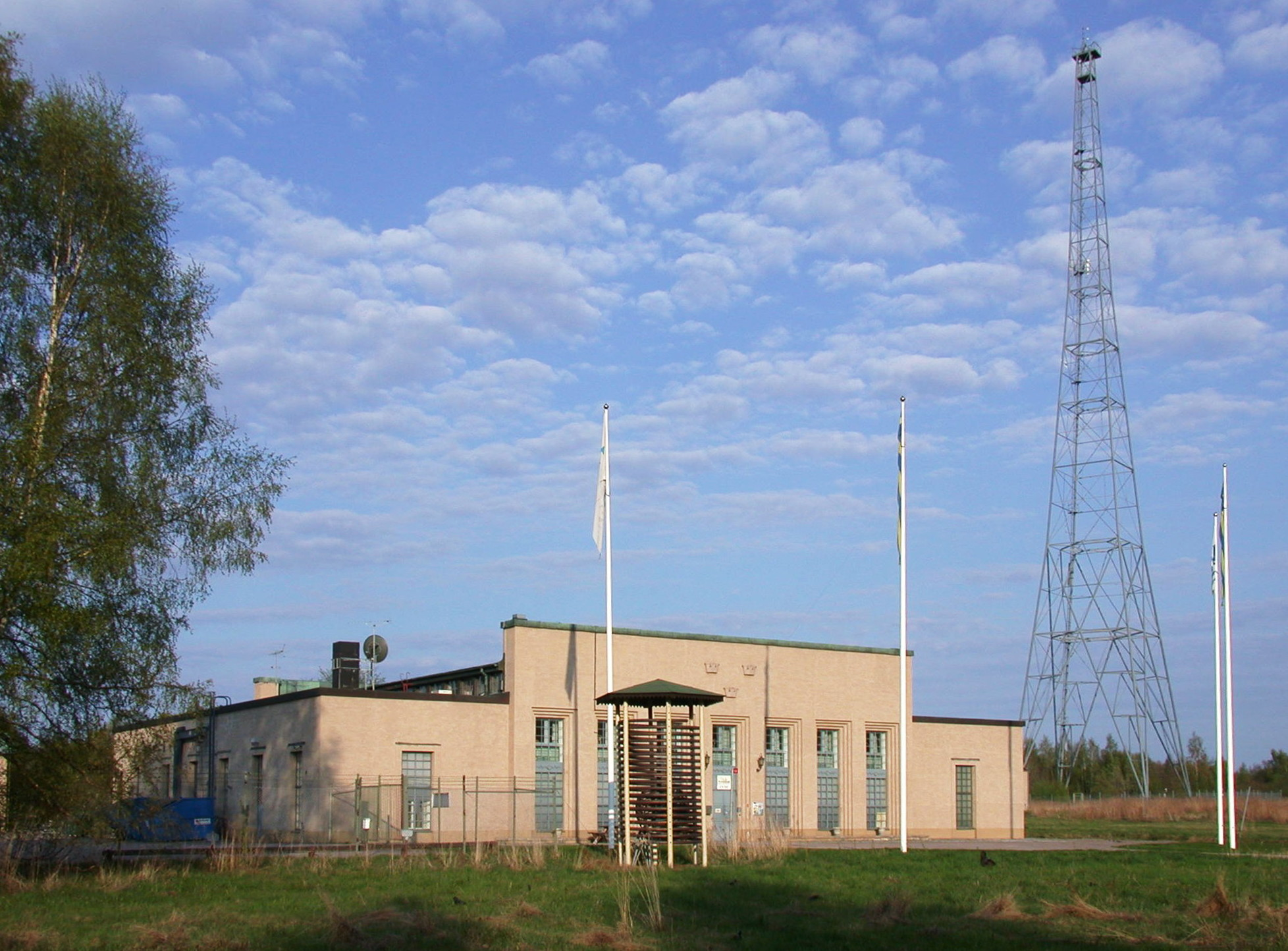
Motala rundradiostation med en av masterna, sedan 1977 museum.

Motala långvåg är ett samlingsnamn för de två radiostationer med rundradiosändningar på långvåg, som fanns i Motala och Orlunda. Den äldre stationen ligger vid Radiovägen 1 i Motala och uppfördes 1927. Den var i tjänst fram till 1962 och är idag ett museum.

## Motala långvågsstation
Motala långvågsstation var den rundradiostation som år 1927 invigdes i Bondebacka i Motala. Stationen har även sänt kortvågsradio.

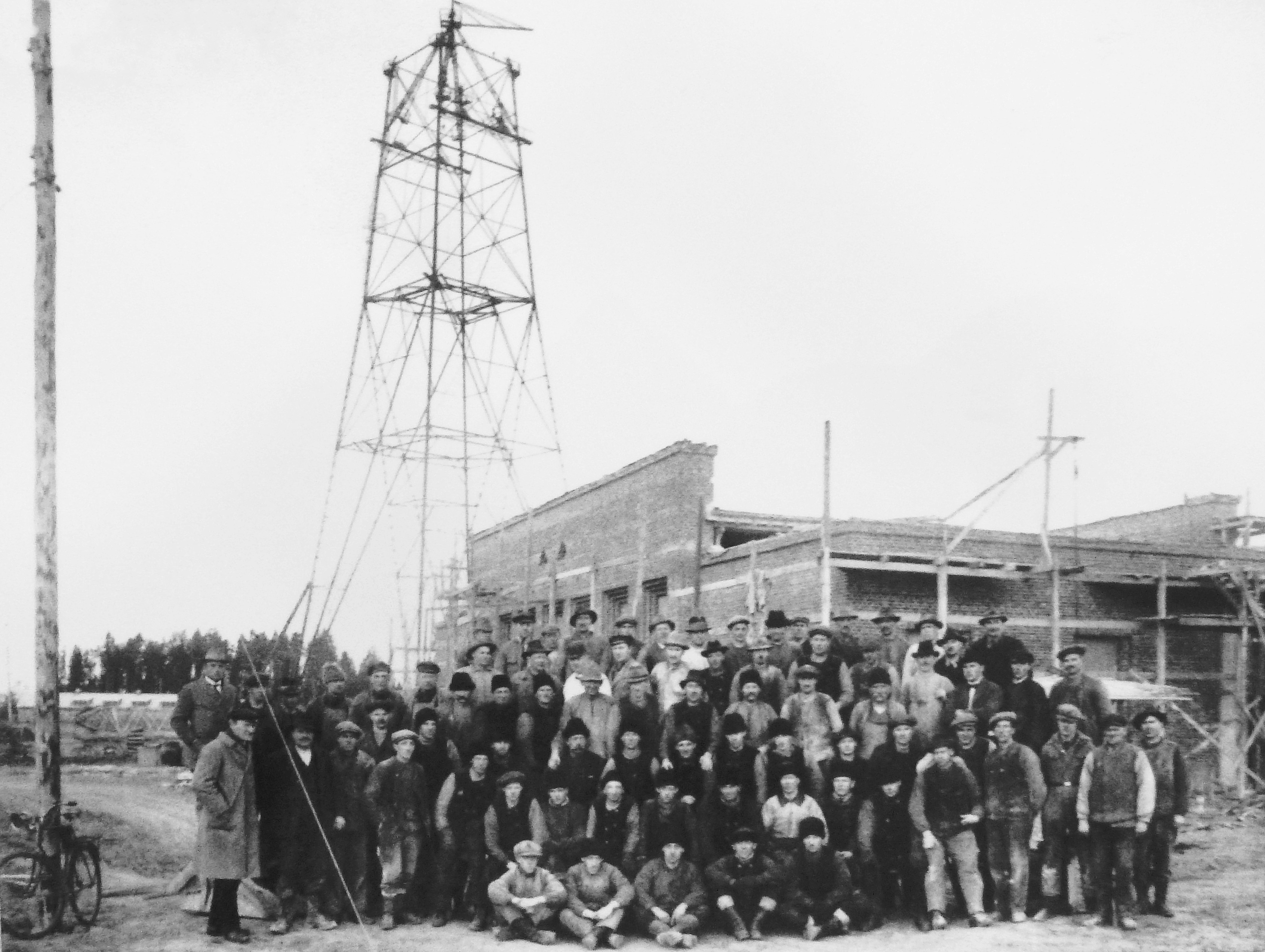
Arbetare vid nybygget av stationen, 1927.

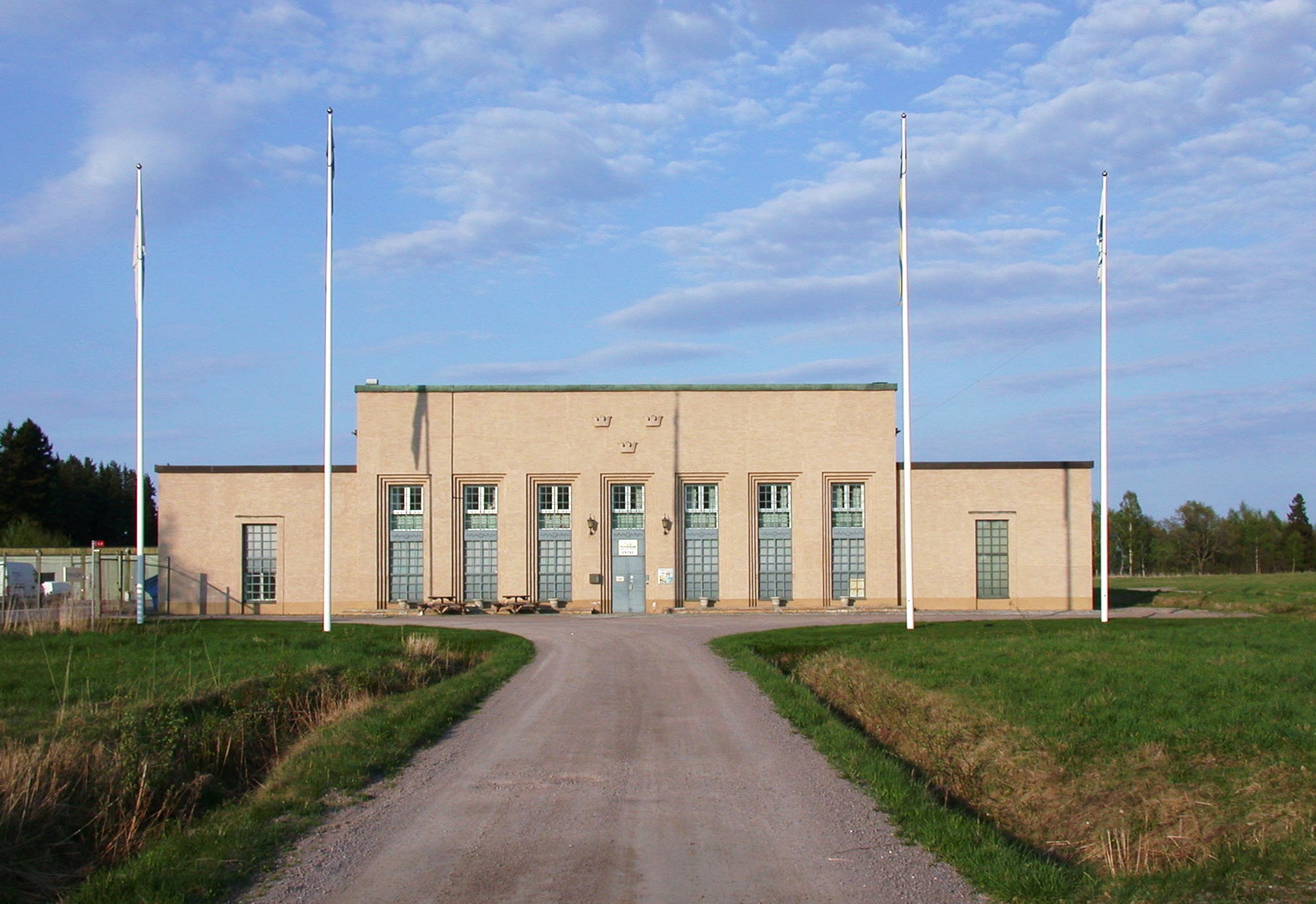
Stationsbyggnaden i Motala, 2006.

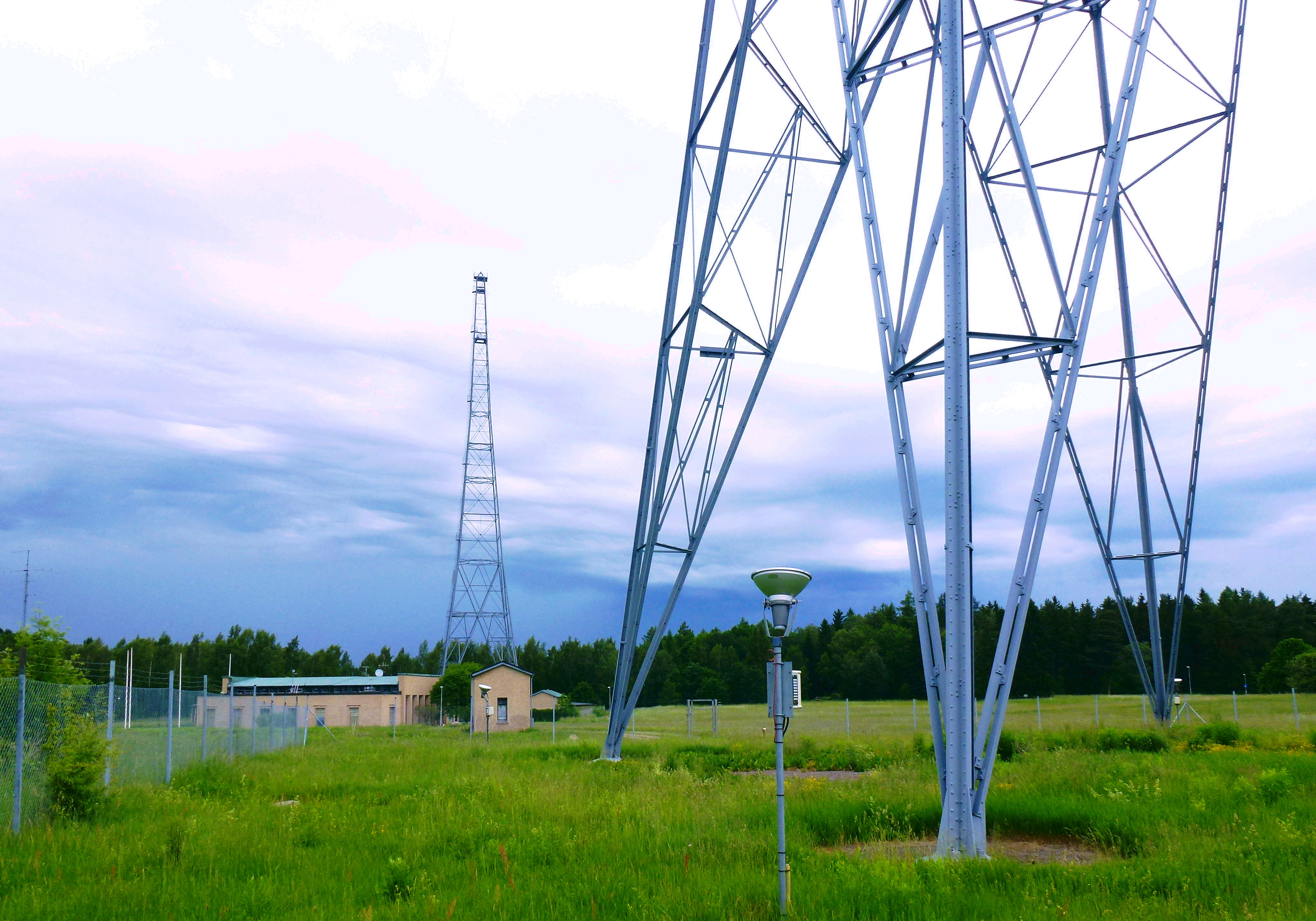
Båda antennmasterna, 2014.

År 1924 grundades företaget Radiotjänst och 1925 hemställde Kungliga Telegrafstyrelsen hos Kungl Maj:t om ”anslag till uppförande av en stor rundradiostation i mellersta Sverige, avsedd att möjliggöra mottagning å kristallmottagare med utomhusantenn inom ett område med 200 till 300 km radie omkring stationen”. 1926 beviljades anslaget och redan år 1927 invigdes stationen, som hade ritats av arkitekt Carl Åkerblad från Stockholm. Anläggningskostnaden uppgick till 1,1 milj kr. I väntan på att stationen färdigställdes fick Radiotjänst använda en långvågssändare i Karlsborg för sina sändningar, men 1927 togs Motala långvågsstation i drift. Då använde man för första gången anropet "Stockholm-Motala".
Radiosändaren var en Marconi på 30 kW och frekvensen 227 kHz. 1935 installerades en ny sändare från Marconi och effekten höjdes till 150 kW för att kunna möta den ökade trängseln på bandet. Det var vid sin tid Europas starkaste långvågssändare. Den gamla 30 kW-sändaren placerades i källaren och fick stå kvar som reserv. Mellan två 124 meter höga radiomasterna som står 140 meter ifrån varann monterades själva antennen. Stationen i centrala Motala lades ned 1962 och ersattes av Orlundastationen.
Sedan 12 december 2014 är stationen ett byggnadsminne.

### Kortvåg
Bondebackastationen har även innehållit sändare och antenner som använts för dåvarande Radiotjänsts kortvågssändningar till en publik utomlands. De första försökssändningarna med kortvåg ägde rum under ett par år med början 1928. År 1937 inleddes nya provsändningar från Bondebacka med en sändare på 0,5 kW. Sändningsfrekvenserna var 6 065 kHz i 49-metersbandet (som användes för Radio Swedens sändningar mot Europa fram till 2010), och 11 705 kHz i 25-metersbandet. Året efter inleddes reguljära kortvågssändningar med en 12 kW AGA-Baltic-sändare. År 1939 togs ytterligare en AGA-Baltic kortvågssändare på 12 kW i bruk i Bondebacka, där det också uppfördes riktantenner som användes för sändningar till Nord- och Sydamerika. Kortvågssändningarna flyttade 1952 till Hörby i mellersta Skåne.

### Frekvensbyten
Motala långvåg kom till följd av internationella konferenser att byta frekvens ett antal gånger:
- 1927: 227 kHz (originaltilldelning)
- 1929: 222,5 kHz (efter konferensen i Prag)
- 1934: 216 kHz (efter konferensen i Luzern)
- 1939: 214,5 kHz (efter konferensen i Montreux. P.g.a kriget trädde aldrig planen i kraft.
- 1950: 191 kHz (efter konferensen i Köpenhamn 1948)
- 1 februari 1986: 189 kHz (efter World Administrative Radio Conference 1979, WARC 79 i Genève)

Den fundamentala principen vid 1979 års konferens var att frekvenserna för samtliga stationer i rundradions långvågsband skulle vara multipler av 9 kHz = ett standardiserat kanalavstånd (189=21×9). Därmed avhjälptes vissa interferens-störningar, som med den tidigare planen hade förekommit mellan stationer på grannkanaler.

## Bilder

### Sändare

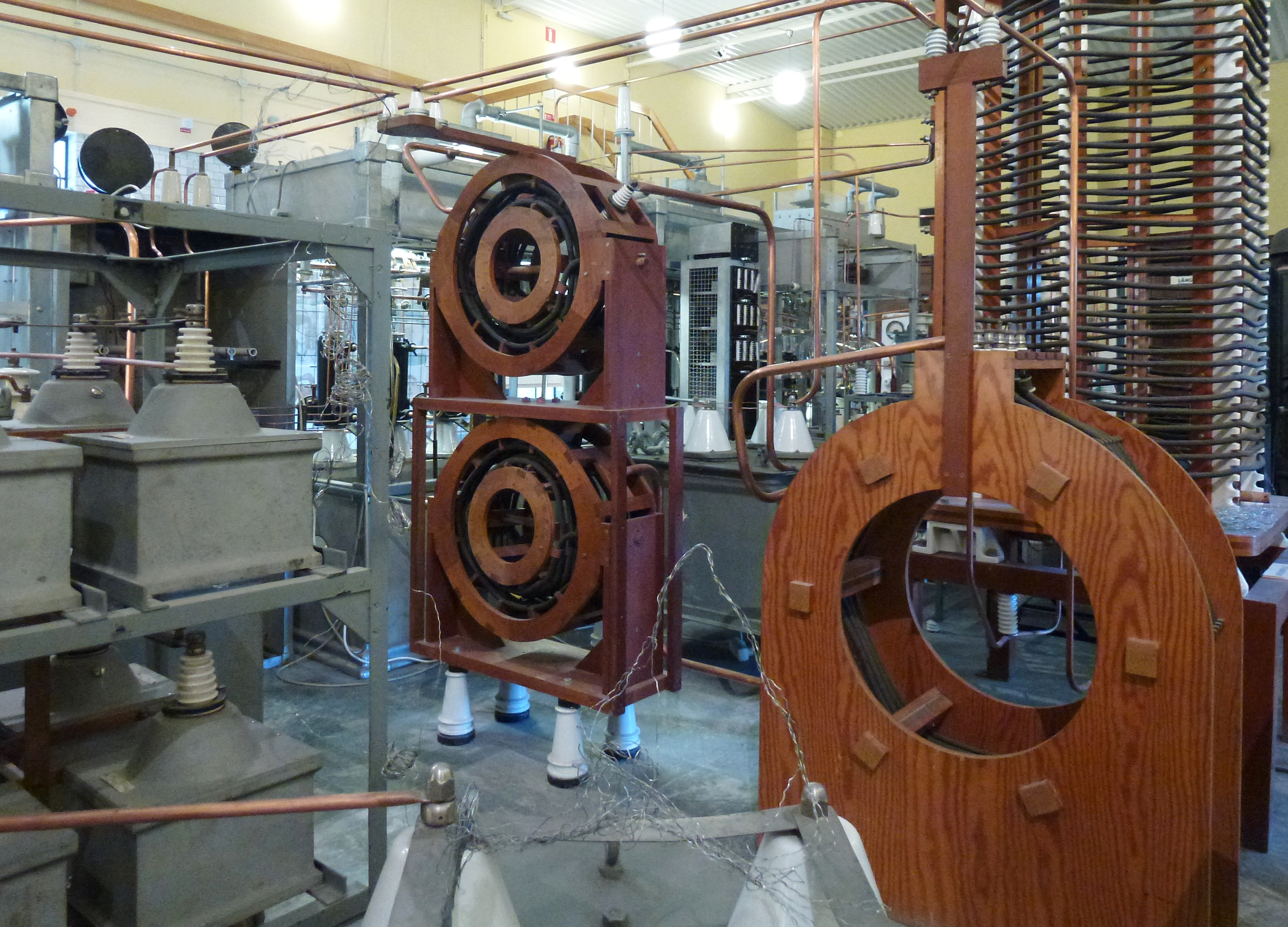
30 kW långvågssändaren (1927–1935)
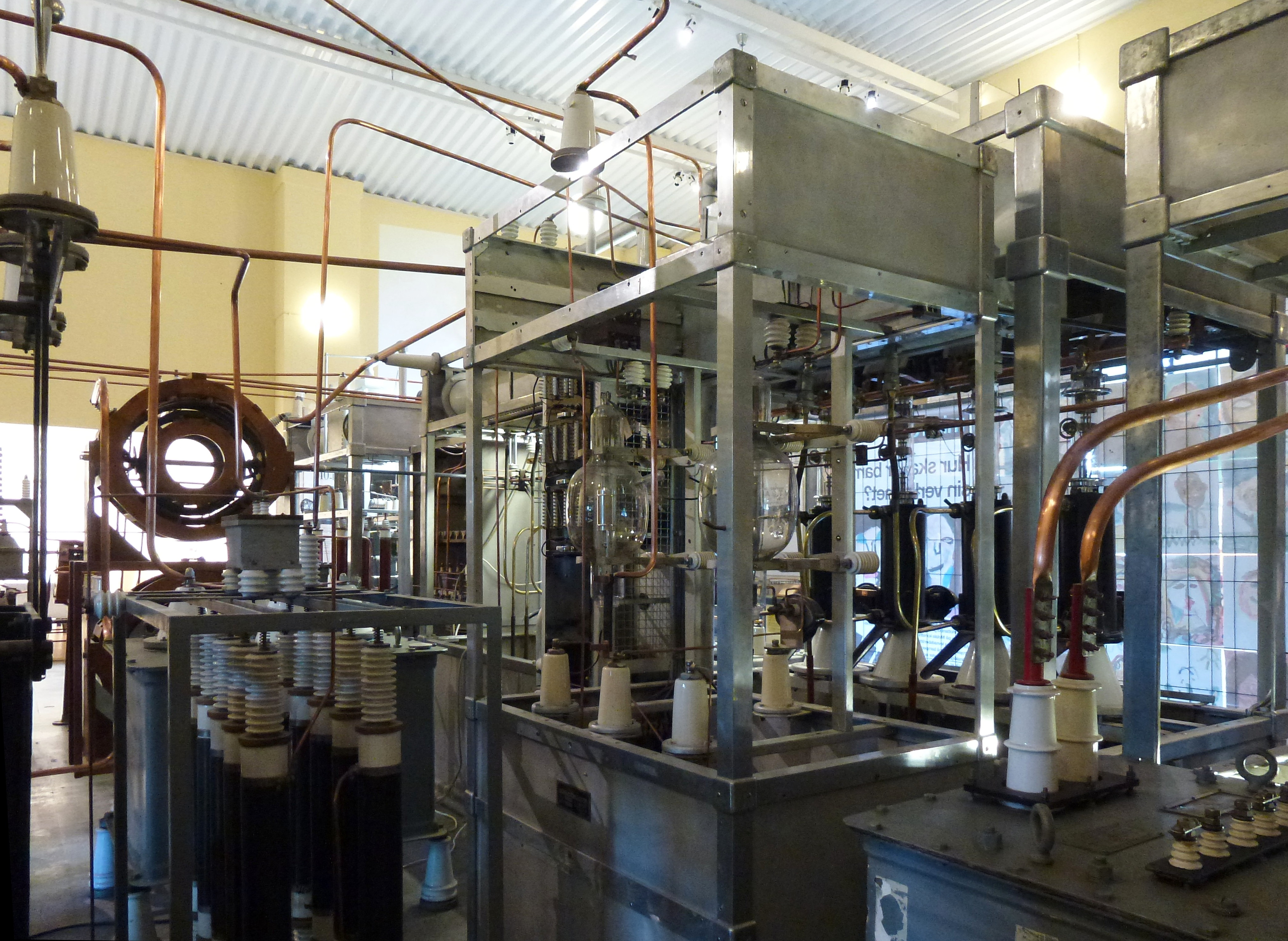
30 kW långvågssändaren (1927–1935)
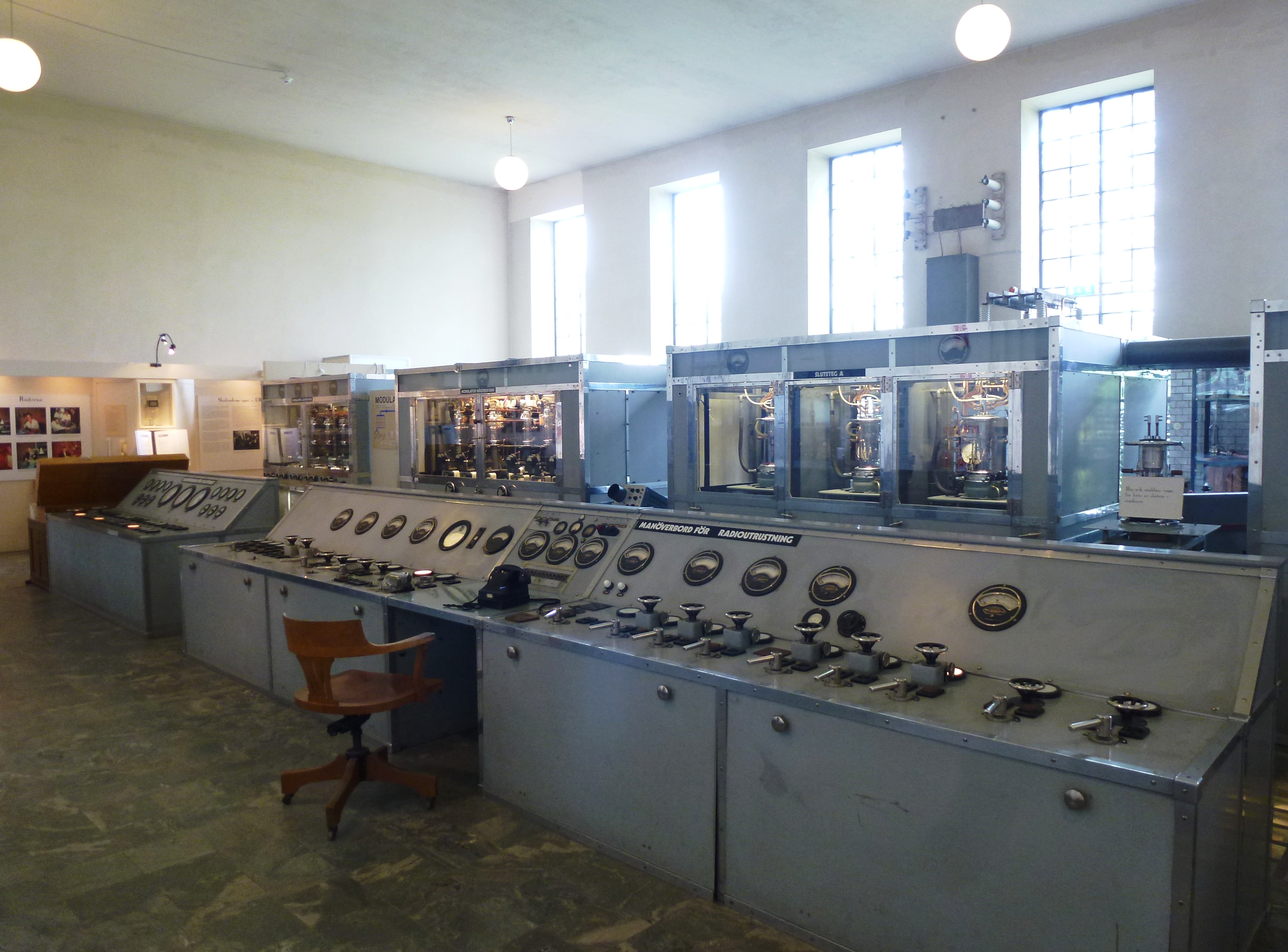
Sändarehallen långvåg 150 kW (1935–1961)
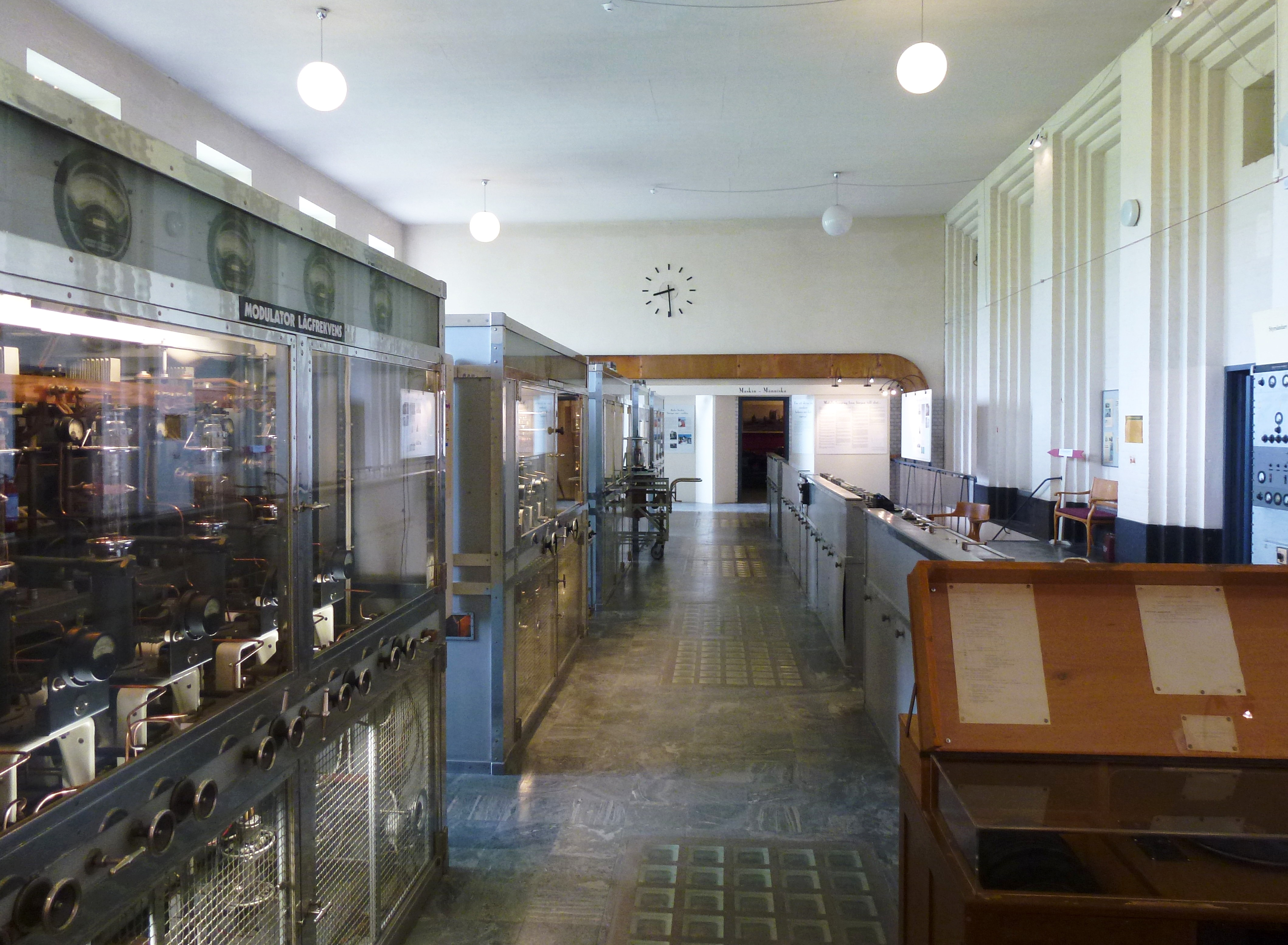
Sändarehallen långvåg 150 kW (1935–1961)

### Utrustning i 150 kW-anläggningen

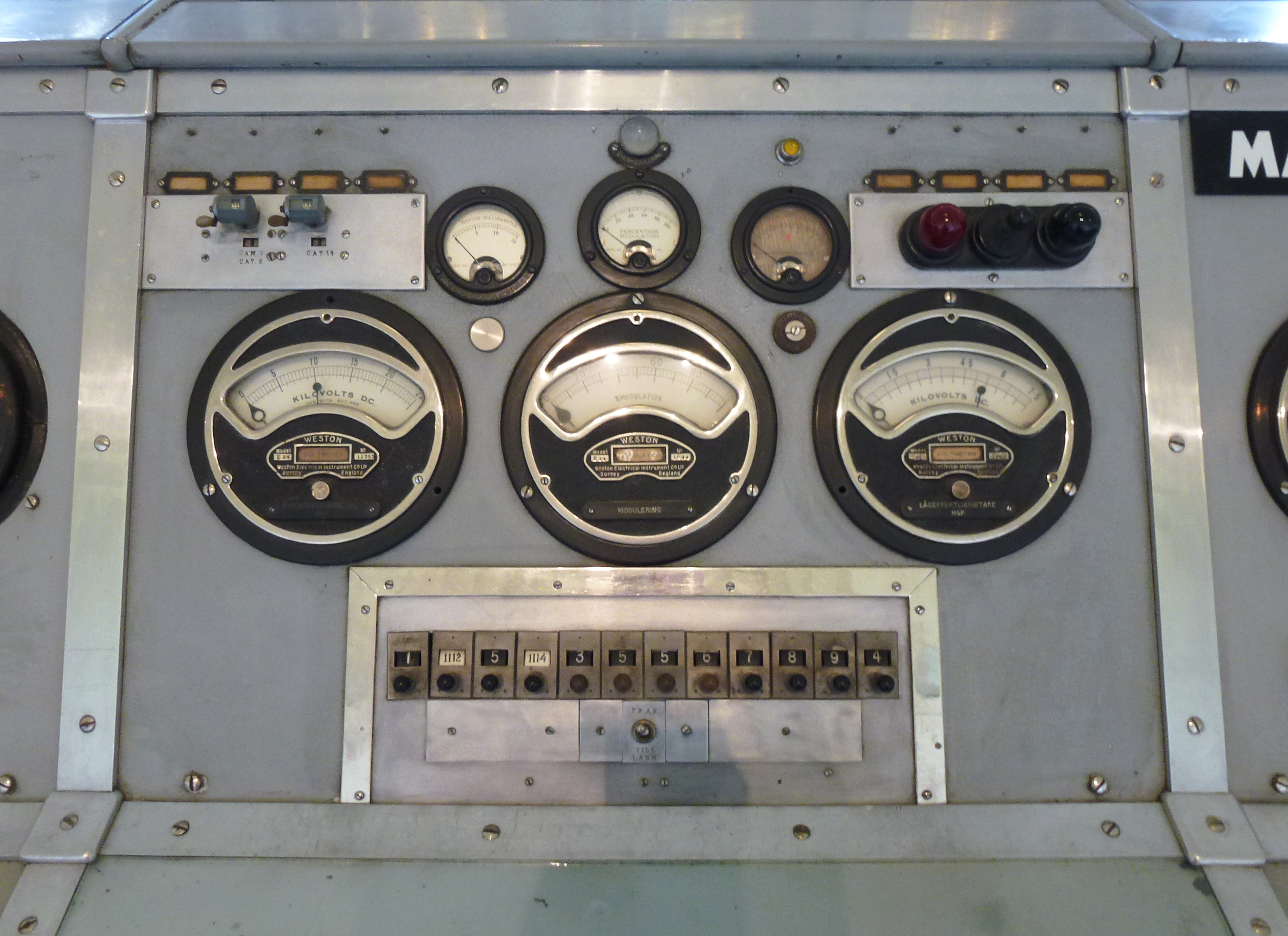
Manöverbord i sändarehallen
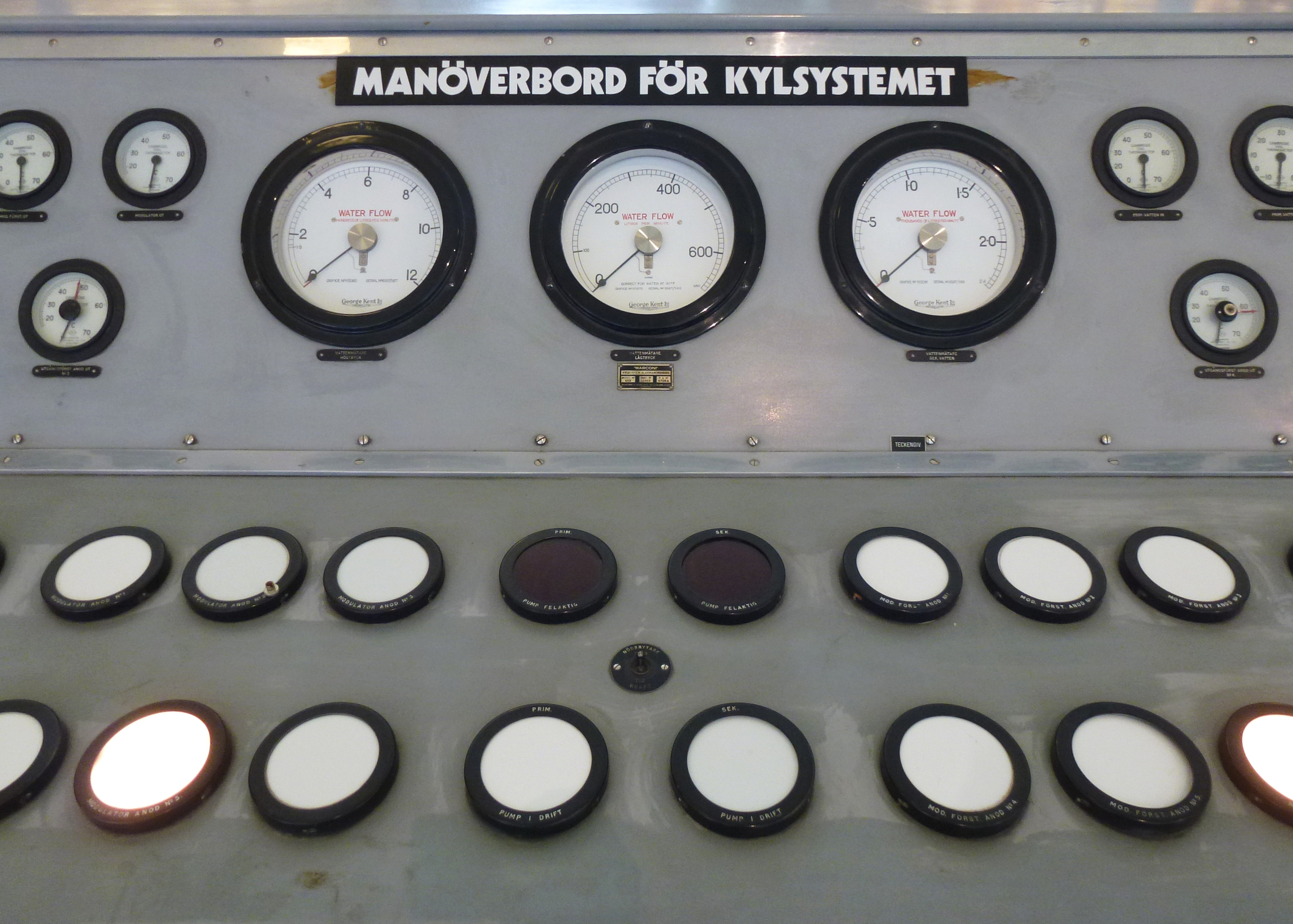
Manöverbord för kylningen
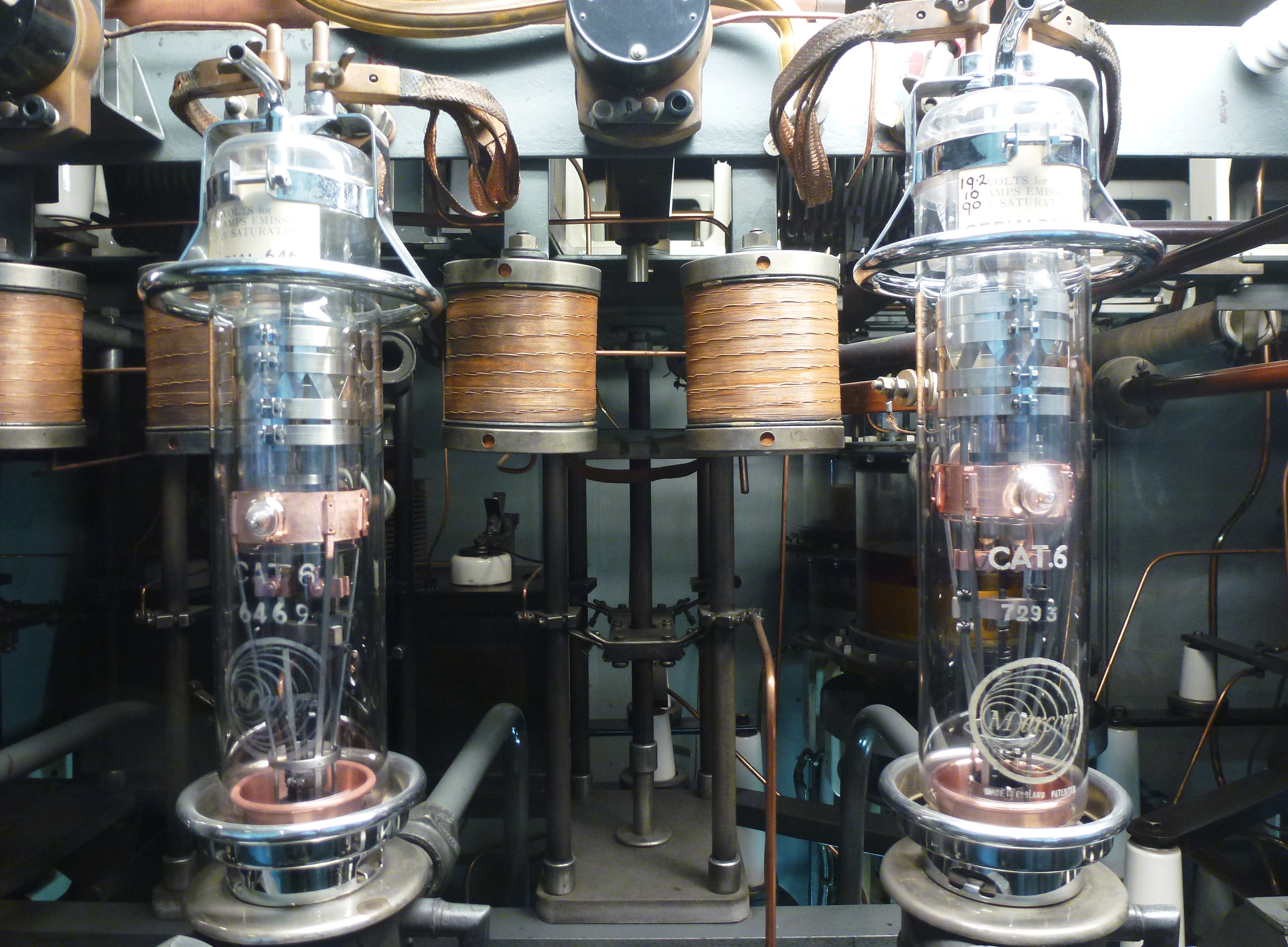
Marconi sändarrör CAT 6
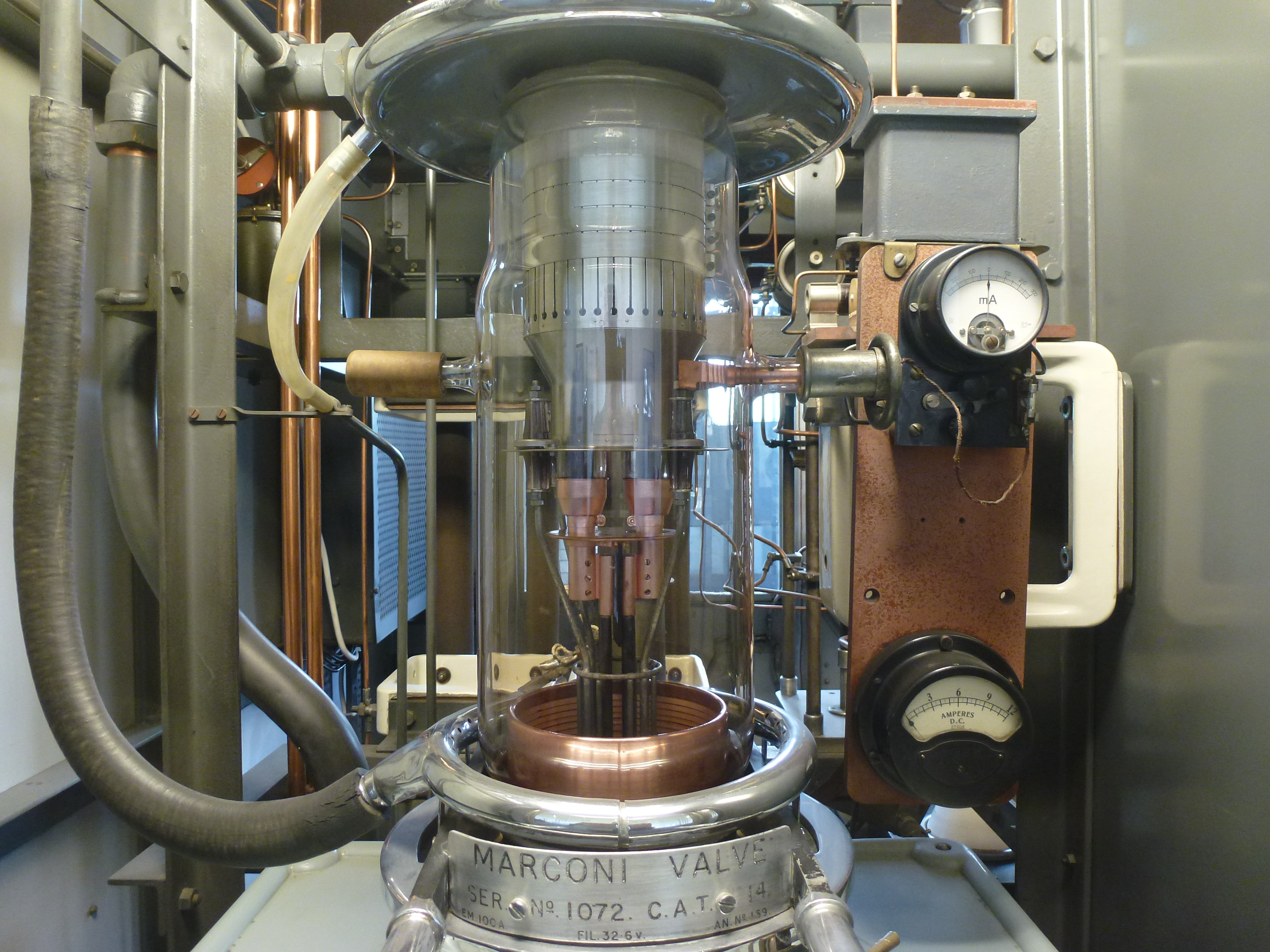
Marconi sändarrör CAT 14

## Orlunda långvågsstation

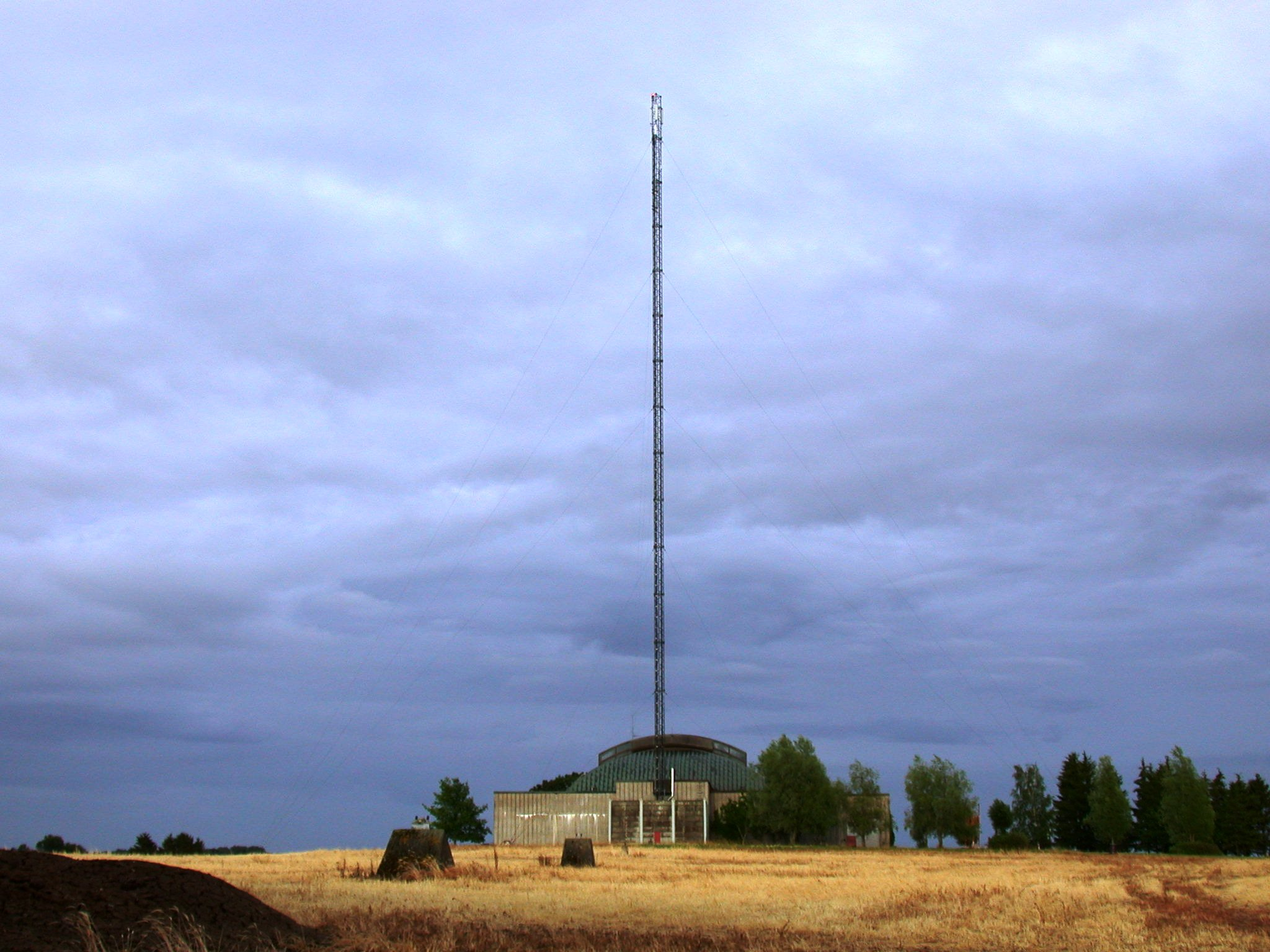
Orlunda långvågsstation, 2006.

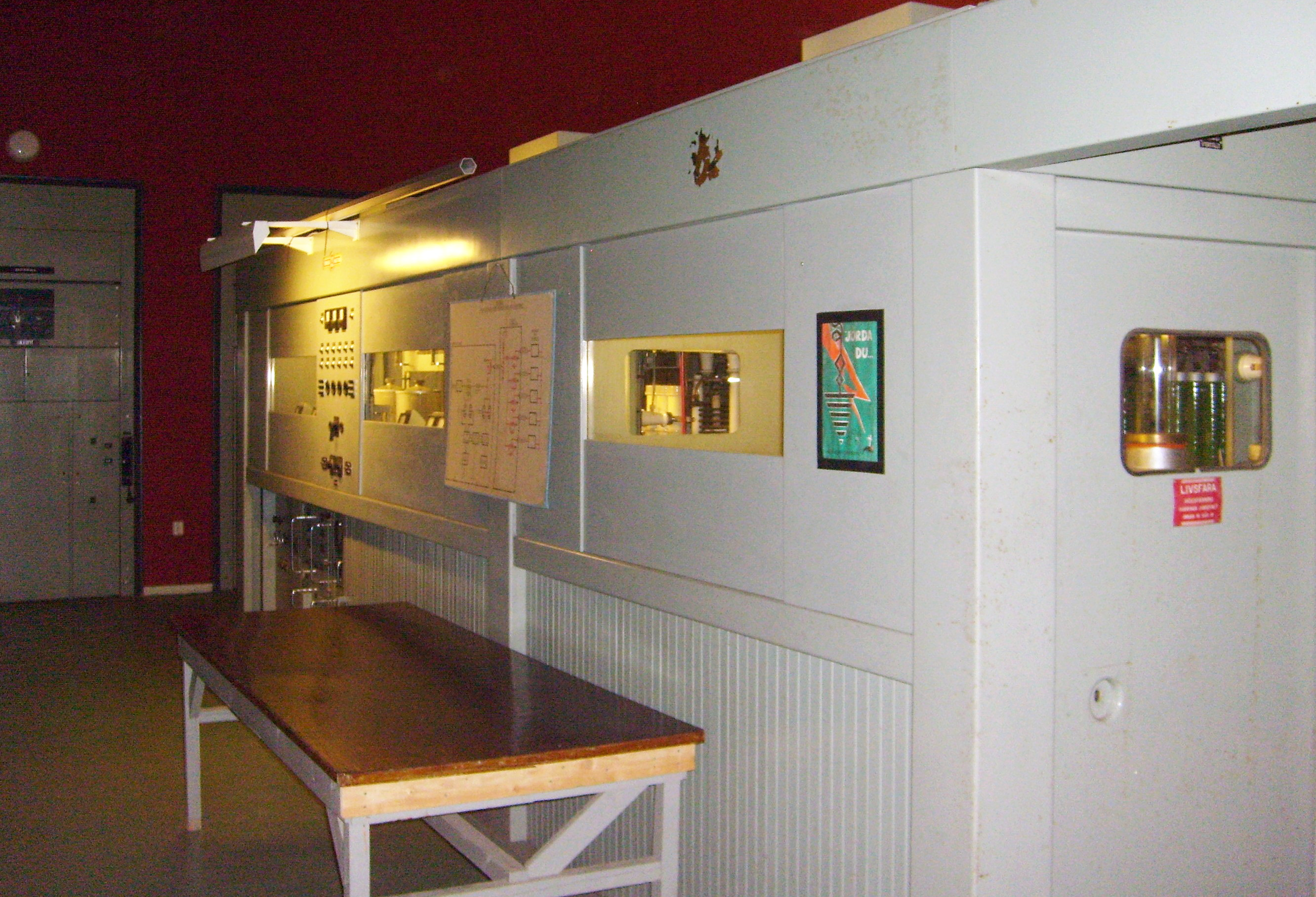
En av de två 300kW radiosändarna vid Orlunda långvåg, fabrikat CFTH.

Orlunda långvågsstation byggdes 1958 till 1961 i Orlunda sydost om Vadstena och invigdes i maj 1961 av Prins Bertil. Det var en modernare station på 2 × 300 kW för parallelldrift från Compagnie Français Thomson-Houston (CFTH, idag enbart Thomson). Slutrören var utrustade med vapotron-kylning, en CFTH-specialitet. Antennsystemet var en unik ringantenn, utvecklat av civilingenjören Folke Strandén vid Televerket, bestående av fem 200 m höga master stående i en ring runt en centrummast på 250 m med ett inbördes avstånd av 630 m. Projektledare vid uppbyggnaden av Orlundastationen var Tore Myrén vid Televerkets Radiobyrå.
Den 12 juli 1970 kl. 01:50 störtade centrummasten samman under ett åskoväder när blixten slog ned i masten och satte fyr på en av de oljefyllda stagisolatorerna varpå en av staglinorna brast. Masten störtade samman över bunkern. Bunkern fick obetydliga skador tack vare sin kraftiga konstruktion.
Sändningsfrekvensen alstrades av en extremt noggrann generator, som gjorde att Orlunda kunde fungera som station för normalfrekvens för vetenskapliga ändamål. Räckvidden var dagtid drygt halva Sverige, under den mörka delen av dygnet mycket större, så att stora delen av Europa täcktes. Motalasändaren användes för att återutsända SR P1 med målområde Skandinavien. Den nyuppförda mellanvågsstationen i Sölvesborg, som tog vid efter sändaren i Hörby pensionerats för gott, fick sköta Radio Sweden, Sveriges Radios utlandsprogram. 
Sändaren stängdes av 30 november 1991, och 1995 revs de sista masterna. År 1987 hade militär från Livregementets husarer (K 3) i Karlsborg fått öva sina sabotagekunskaper på tre av masterna. Inspelade filmsekvenser från sprängningen användes i den militära utbildningsfilmen Förebudet. Totalt upptog stationen 240 hektar inklusive jordnät och kraftkablar nedlagda under plogdjup. Idag finns en 86,4 m hög mast för mobiltelefoni på samma plats som den ursprungliga mittmasten. I januari 2006 skrev några privatpersoner till länsstyrelsen i Östergötland med begäran om att stationsbyggnaden skulle byggnadsminnesförklaras, något som ännu 2025 inte blivit beslutat.
Stationens beräknade täckning var en stor del av Finland, hela Danmark, norra Tyskland, södra Norge och halvvägs till Storbritannien. Under stationens sista år ändrade man om något i antennriktningen så att man koncentrerade strålningen mot Finland och Danmark.

## Sveriges Rundradiomuseum

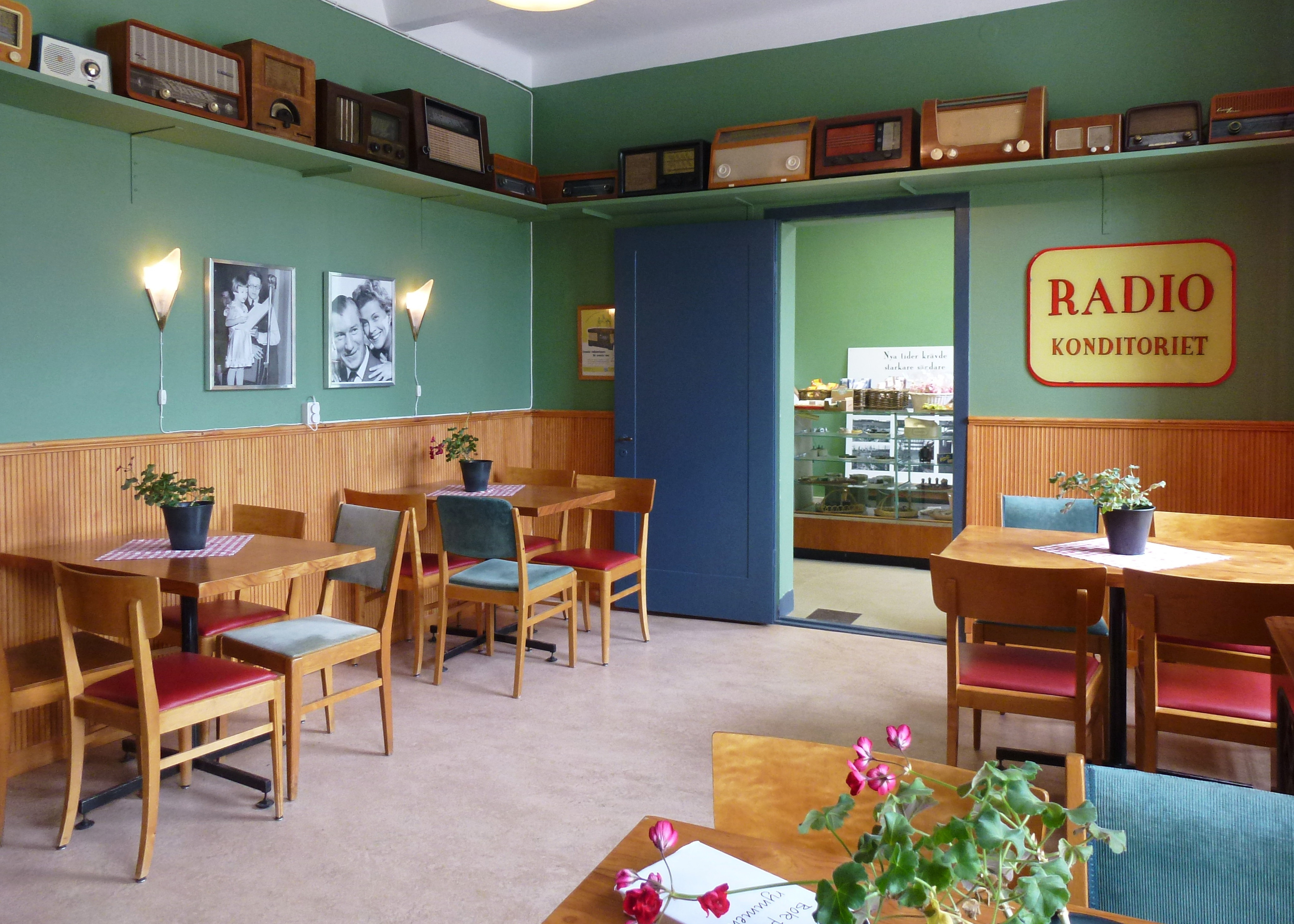
Museets "Radio Konditoriet".

Sveriges Rundradiomuseum finns vid Radiovägen 1 på Bondebacka i Motala. Här inleddes 1927 de första publika radiosändningar i Sverige och här användes för första gången det kända anropet "Stockholm-Motala". I Stockholm producerades programmen medan i Motala skedde utsändningen. Sändningsverksamheten upphörde 1962 och sedan 1977 har den tidigare långvågsstationen i Motala fungerat som museum. Den gamla sändarehallen med sin originalutrustning från 1935 är bevarad i sin helhet och utgör hjärtat i museet. Intill ligger maskinhallen med en lång rad omformare och kvicksilverlikriktaren för 20 000 volt till 150 kW-sändaren. 
I hallen innanför står den gamla 30 kW långvågssändaren från 1927 och flera ditflyttade sändare, bland annat en 10 kW mellanvågssändare från Göteborg, som var i drift mellan 1928 och 1951 och en mellanvågssändare som var i drift mellan 1925 och 1932. I ett angränsande rum (Luxor-rummet) finns ett urval av radiomottagare av fabrikat Luxor med början 1924.
Fram till stationens 70-årsjubileum 1997 hette det Motala Rundradiomuseum. I oktober 2012 övertog Motala kommun förvaltningen av museet från Teracom. År 2014 beviljade Riksantikvarieämbetet ett anslag på 70 000 kr för att skapa en radiostudio för pedagogiskt ändamål.

### Museet

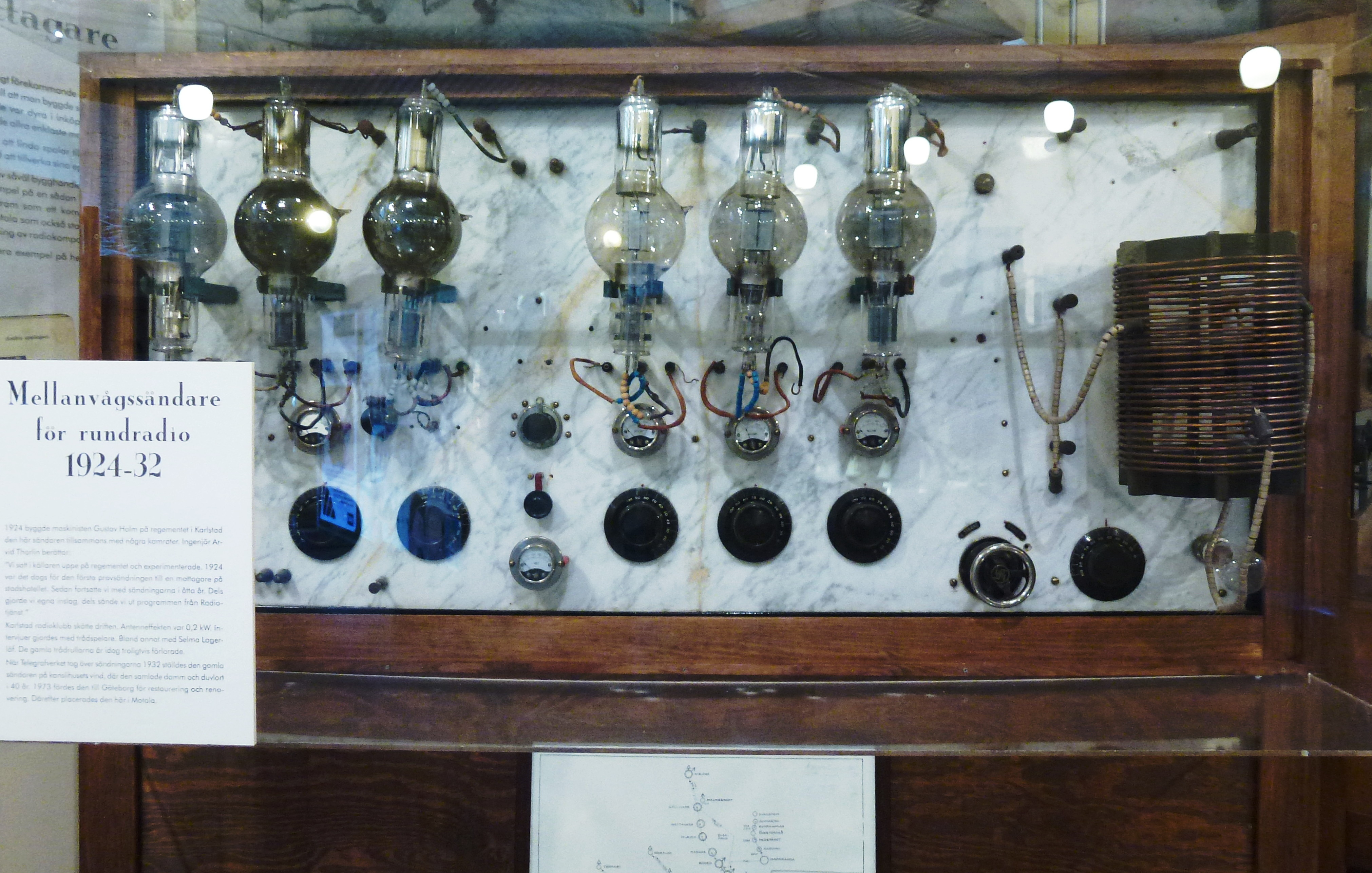
Mellanvågssändare från 1924
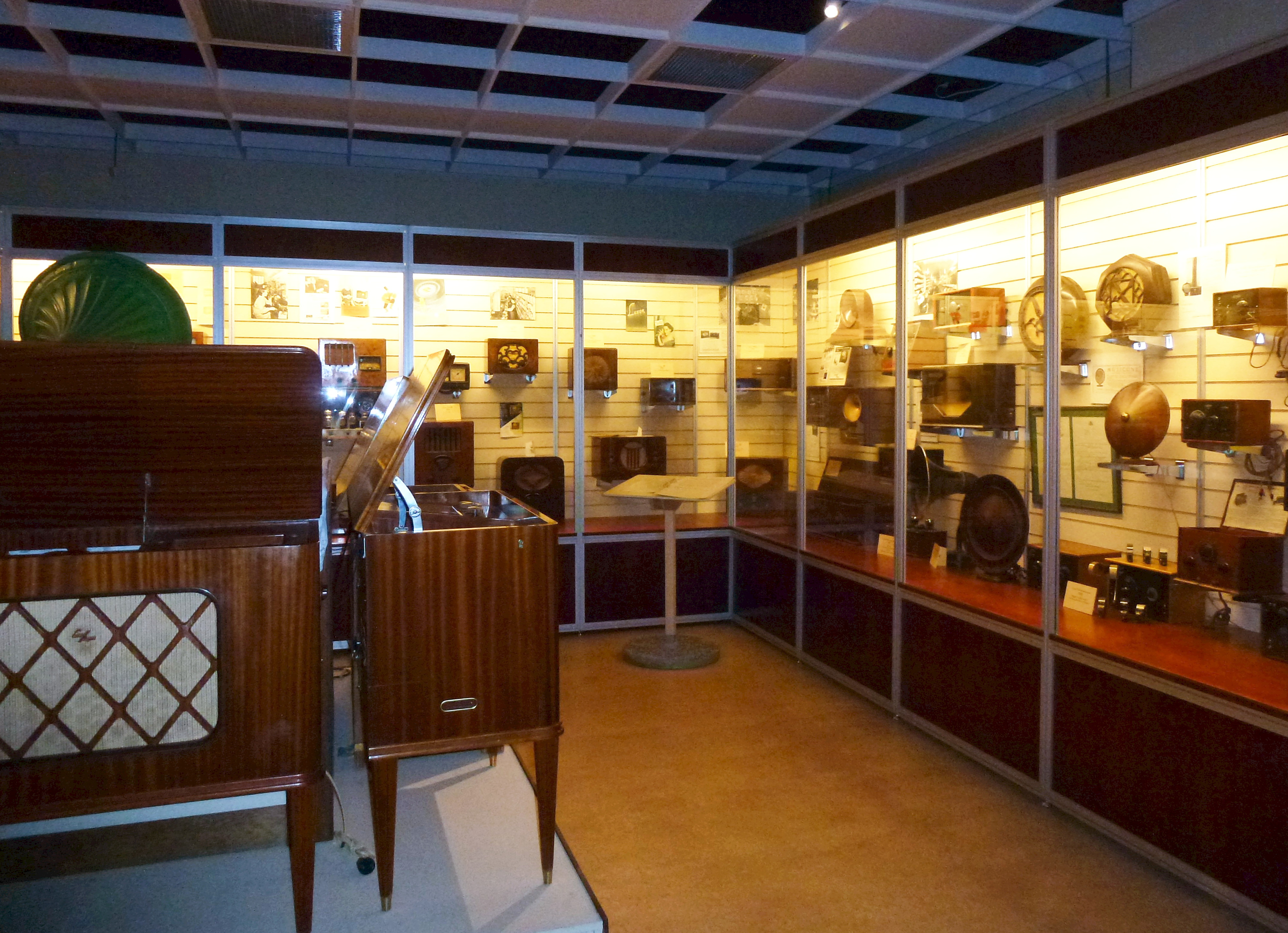
Luxorrummet
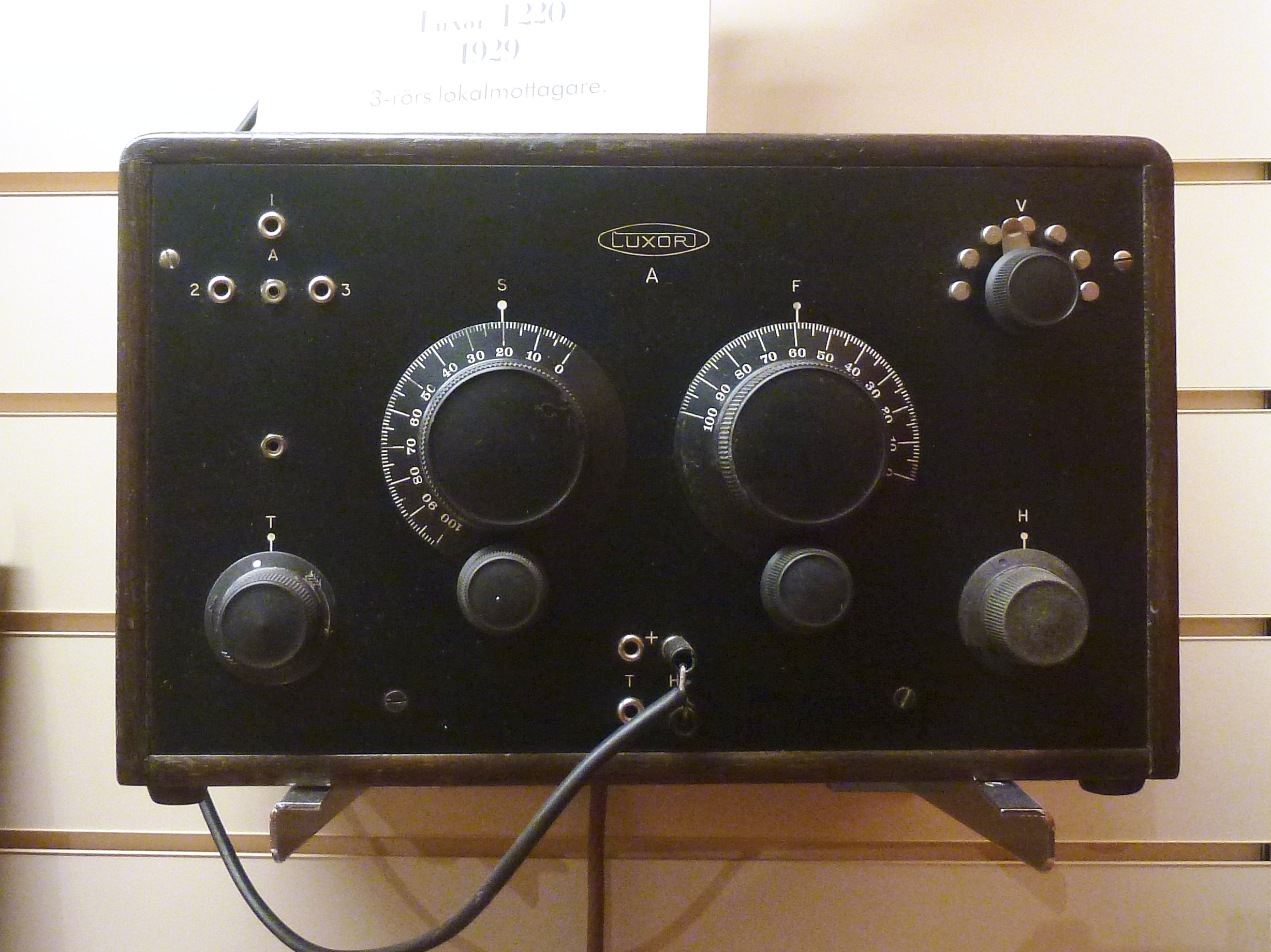
Luxor mottagare från 1929
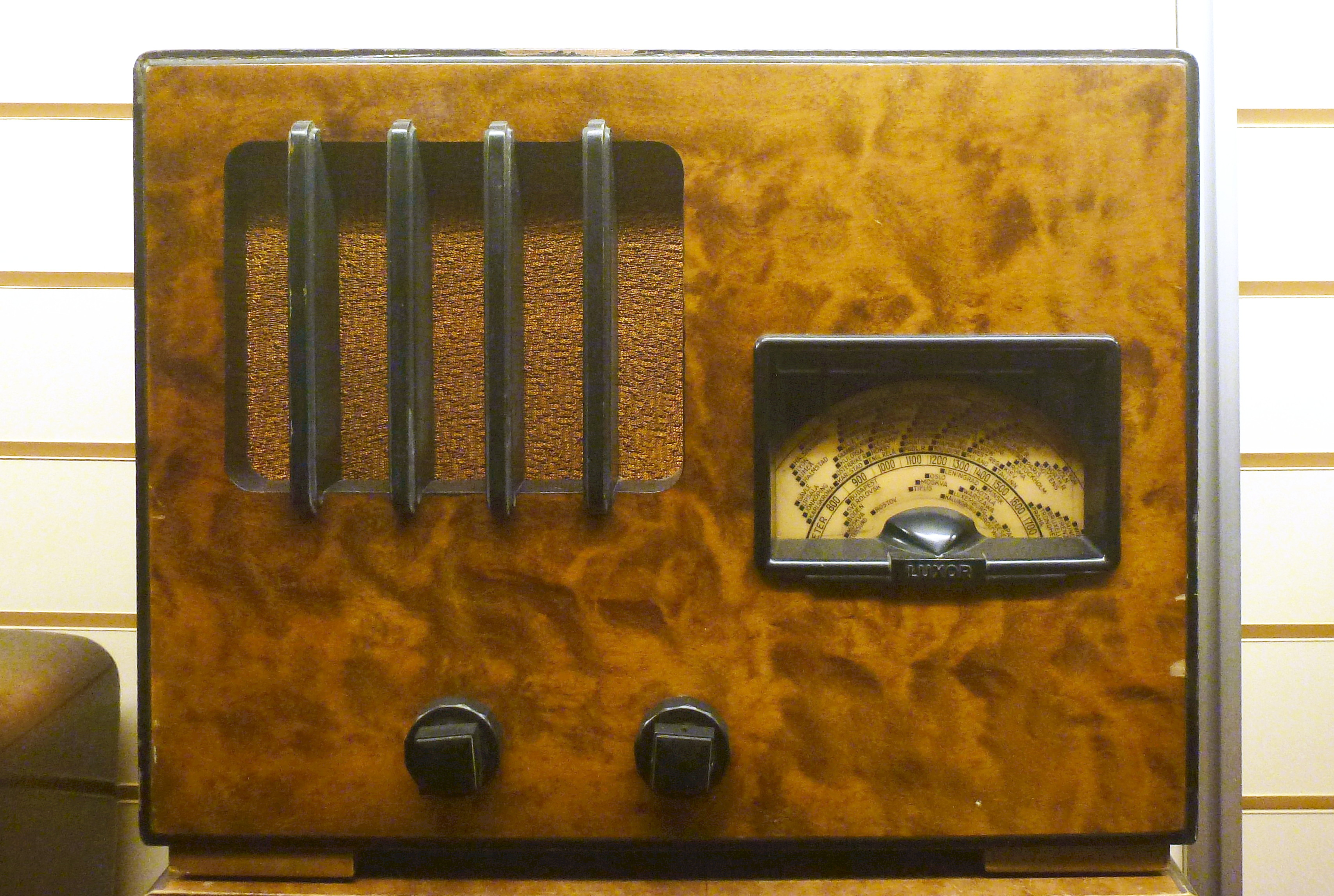
Luxor mottagare från 1936